# Heliotíneos
Heliotíneos (Heliothinae) é uma importante subfamília de mariposas (insetos lepidópteros) de médio porte, pertencentes à família Noctuidae, que possui cerca de 400 espécies mundialmente, das quais cerca de 12 estão oficialmente catalogadas no Brasil. A maior diversidade é encontrada na Austrália, leste da Ásia, Estados Unidos e pela África.
Inclui algumas espécies da maior importância econômica como Helicoverpa armigera, Helicoverpa zea e Heliothis virescens.

## Gêneros
Atualmente, inclui os seguintes gêneros:
- Adisura Moore, 1881
- Aedophron Lederer, 1857
- Australothis Matthews, 1991
- Baptarma Smith, 1904
- Chloridea Duncan & Westwood, 1841
- Chazaria Moore, 1881
- Derrima Walker, 1858
- Eutricopis Morrison, 1875
- Hebdomochondra Staudinger, 1879
- Helicoverpa Hardwick, 1965
- Heliocheilus Grote, 1865
- Heliolonche Grote, 1873
- Heliothis Ochsenheimer, 1816
- Heliothodes Hampson, 1910
- Melaporphyria Grote, 1874
- Micriantha Hampson, 1908
- Microhelia Hampson, 1910
- Periphanes Hübner, 1821
- Protadisura Matthews, 1991
- Psectrotarsia Dognin, 1907
- Pyrocleptria Hampson, 1903
- Pyrrhia Hübner, 1821
- Rhodoecia Hampson, 1910
- Schinia Hübner, 1818
- Stenoecia Warren, 1911
- Timora Walker, 1856